# Источник Святого Пантелеимона Целителя (Старый Крым)
Исто́чник Свято́го Пантелеимо́на Цели́теля — родник в окрестностях города Старый Крым, почитаемый православными как целебный.
В IV—V веке нашей эры, на небольшом плато над источником, произошло сражение между скифами и гуннами. Потери с обеих сторон, по тем временам были огромными. Даже вода в роднике стала красной от крови. Позднее, в XI—XIV века источник был языческим культовым местом, считавшимся «местом силы».
В 1826 году, по преданию, гречанке Марие явилось видение молодого мужчины с нимбом на голове, который указывал рукой на родник. В 1828 году на источнике произошло чудесное исцеление. Евдокия — дочь Астероки, полностью исцелилась от псориаза. В этом же году Астероки в благодарность за чудесное исцеление дочери с благословения архиепископа Крымского и Таврического Иннокентия, поставили поклонный крест. На кресте была икона великомученика Пантелеимона (семейная реликвия Астероки). В 1832 году икона исчезла и лишь спустя 60 лет, в 1892 году была найдена в речке Чорак-Су, протекающей рядом с источником, Ибрагимом Чорбаджи.
В 1893 году над источником была установлена деревянная часовня (см. Часовня Святого Пантелеимона (Старый Крым), которая сгорела в 1904 году.
В 1948 году накануне храмового праздника, источник по распоряжению Старокрымского горсовета попытались засыпать.
С 1958 года за источником ухаживала Ксения Виссарионовна Токарева.
В разное время на источнике бывали император Александр II с семейством, Софья Потоцкая, князь Потёмкин.
В настоящее время это место паломничества. В день памяти святого Пантелеимона 9 августа сюда приезжает много верующих.